# Ibersheim

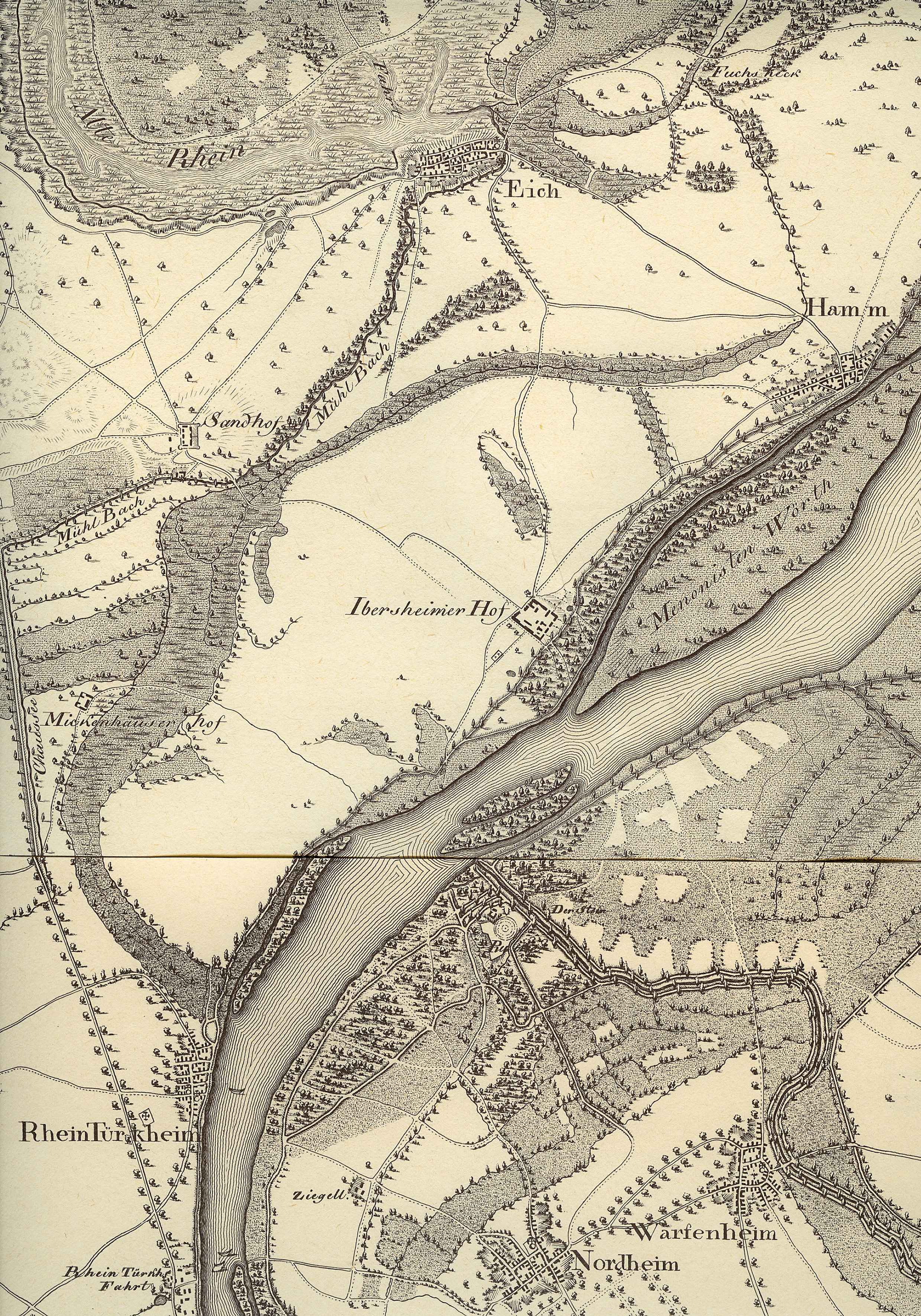
Cours du Rhin à Ibersheim 1799

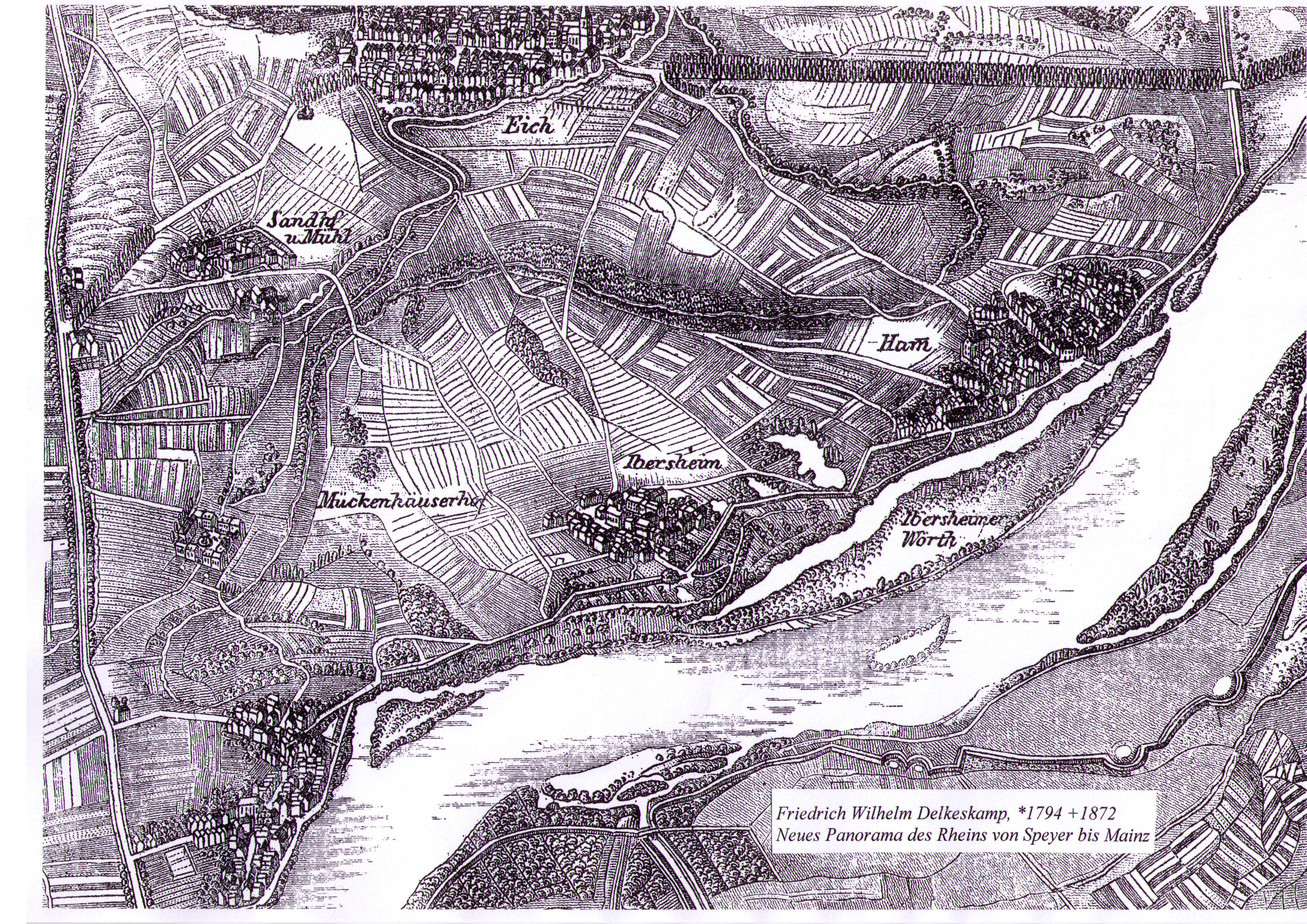
Cours du Rhin à Ibersheim 1842

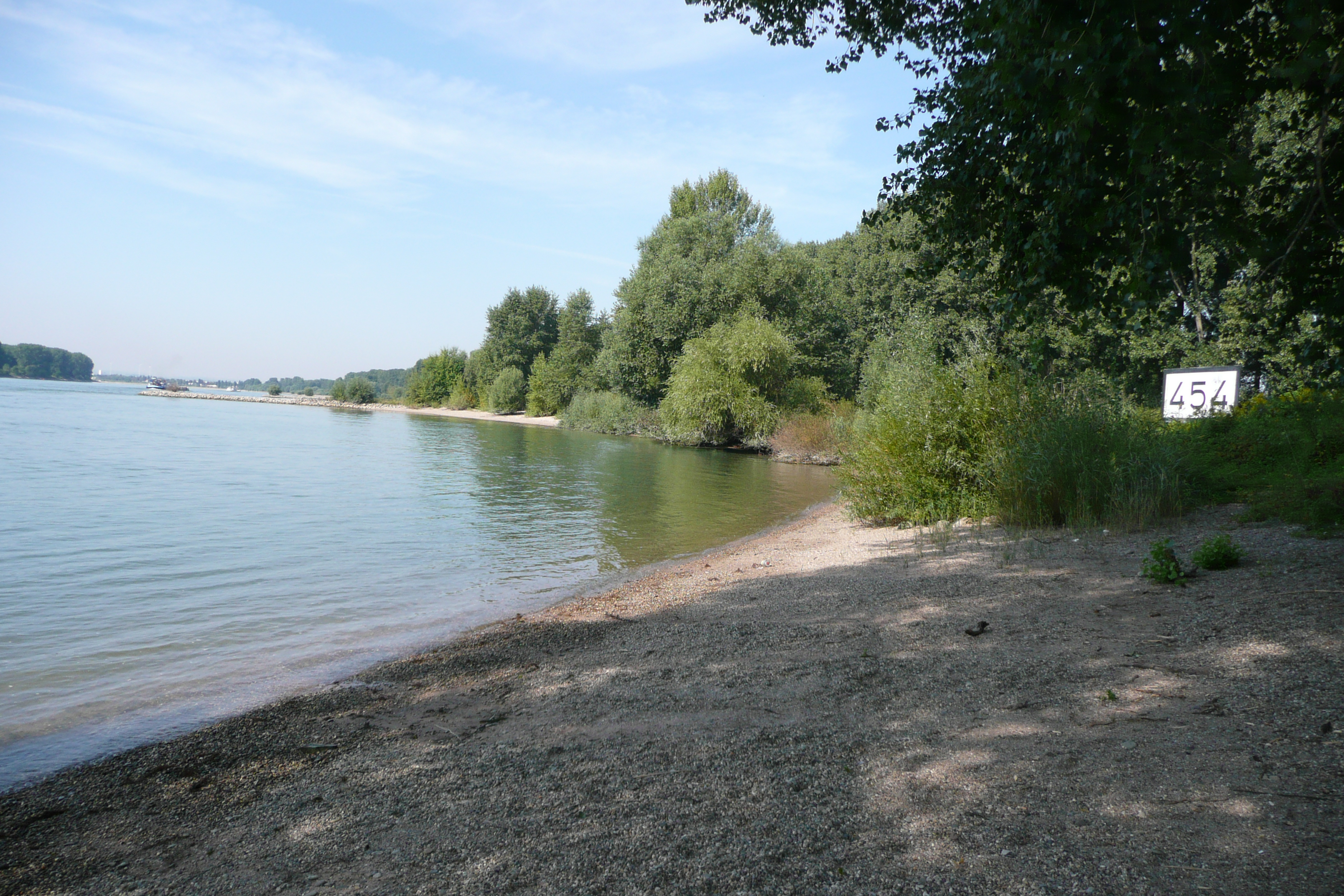
Plage du Rhin à kilométrage 454

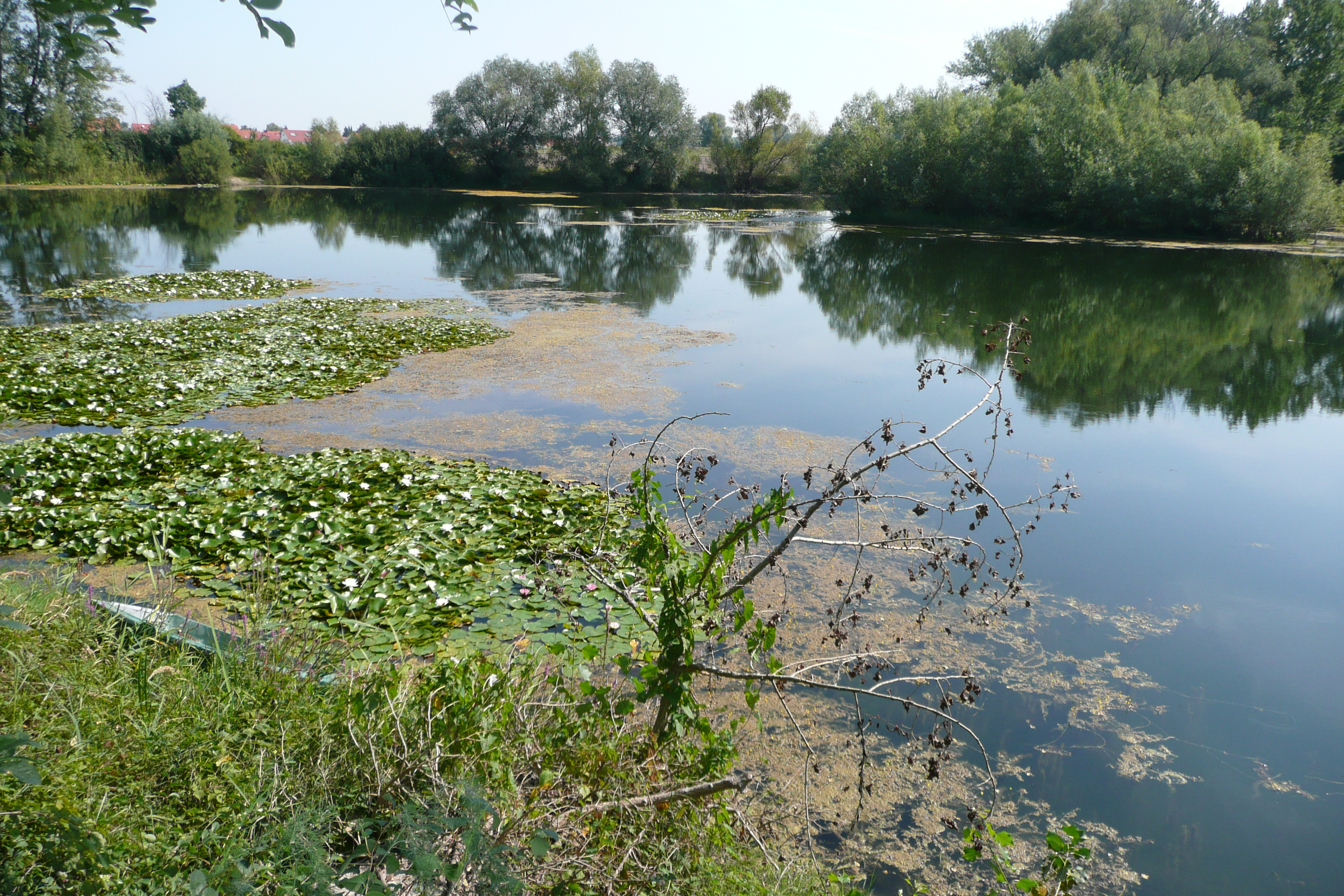
Kolk 'Neues Loch’ avec Nymphaea

Ibersheim est un quartier de Worms, ville de Rhénanie-Palatinat. C'est le quartier le plus éloigné du centre ville et le plus petit en nombre d'habitants. Il est riche d'une histoire de 1500 ans, possède une agriculture exemplaire et se trouve dans une zone protégée du Vieux Rhin.

## Géographie

### Situation géographique
Ibersheim fait partie de la région de Wonnegau et est frontalière avec Worms-Rheindürkheim, Osthofen, Eich (Hesse rhénane) et Hamm am Rhein.
À l'est, le Rhin forme une frontière naturelle régionale et fédérale sur environ 5 km (453,5 à 458,4 kilomètres de rives). Le territoire se trouve dans une ancienne zone inondable du Rhin au cœur du Fossé rhénan. Avec une surface totale de 972,1 ha et de 8,9 % de la surface totale de la ville, Ibersheim est le cinquième plus grand quartier des 13 quartiers de Worms. Le point le plus bas de Worms se situe à Ibersheimer Wörth à 86,5 m, le point le plus haut se situe près du cimetière à 89,5 m.
La localité d'Ibersheim appartient depuis 1977 au aire protégée du Rheinhessisches Rheingebiet. On doit s'attendre là-bas à des crues et des décrues du Rhin. Le bois d'Ibersheim, sur le territoire du Mittellache (appelé également Mittlach) est classé monument naturel depuis 1966. Il s'agit d'une ancienne forêt alluviale Ibersheimer Wörth. D'autres terrains dignes d'être protégés pour leur végétation d'eau douce et leurs oiseaux s'y trouvent également.

### Terre et eau
Cette zone est marquée par la Rheinaue, la zone d'alluvions du Rhin, et les branches du Vieux Rhin.
Lors des ruptures du barrage de 1798 et 1824, l'Altes Loch (en français, vieux trou - 15 m de profondeur) et le Neues Loch (en français, nouveau trou) sont nés du rinçage de l'eau. Les terres agraires sont de qualités différentes. L'eau de nappe phréatique est bonne et présente en quantité abondante (domaine de protection de l'eau III B), mais le niveau de l'eau varie. La ville de Mayence puise son eau avec ses propres équipements de distribution dans la région d'Eich. L'eau potable d'Ibersheim et de Hamm vient depuis 1960 de la station de pompage de l'eau d'Eich sur l'Ibersheimer Straße. Le 1er juillet 2005, une nouvelle canalisation de transport a été inaugurée entre la société de distribution en eau d'Osthofen et Eich et ainsi, Ibersheim est alimentée avec une eau moins dure. Le transport et le traitement de l'eau à Eich ont été arrêtés en raison de la dureté limite de l'eau. Les eaux usées vont depuis 1984 à la station d'épuration située à Worms.

### Climat
La localité se trouve, comme la majeure partie de la Hesse rhénane, dans l'une des zones les plus sèches d'Allemagne. Les précipitations annuelles sont de moins de 500 mm. L'agriculture dépend de l'irrigation artificielle à partir de plus 70 puits.

## Politique
Depuis la réforme communale en Rhénanie-Palatinat en 1969, l'ancienne commune autonome d'Ibersheim appartient à la ville de Worms. Elle est ainsi de loin le plus petit quartier en nombre d'habitants et celui qui se trouve le plus haut nord. En 1986, il comptait 542 habitants, en 2005, 692 soit = 8 % de la population totale de la ville de Worms.
Ibersheim se trouve à l'extrême nord de la Région métropolitaine Rhin-Neckar fondée en 2005.
Elle entretient depuis 1986 des relations amicales avec la commune française de Chemellier, située au sud d'Angers, à proximité de la Loire. Le jumelage a été officialisé par contrat en 2006.

## Culture et curiosités

### Monuments
Les bâtiments suivants sont classés monuments historiques :
- Église mennonite (Kirchplatz 1) : 1836, actuellement, unique Église mennonite en Allemagne possédant un clocher.
- Maison de charité/aumônerie (Ammeheisje), (Killenfeldstraße 6) : maison à colombage de 1788, actuellement musée municipal avec le célèbre Geldschisser (littéralement, le chieur d'argent) et la Deichschließe.
- Schafscheuern : vers 1800, cinq granges dont l'une a été transformée en caserne de pompiers en 1992.

Dans la zone des monuments historiques est inclus le cœur fortifié de la localité et les rues adjacentes:
- Château (bâtiment électoral et administratif du Palatinat) (Schloßhof/Menno-Simons-Straße 10) : permis de construire en 1417, aménagement et élargissement en 1469, 1481 et après 1550, à cette époque, on suppose qu'il s'agissait de la grande boulangerie des troupes napoléoniennes, c'est le plus vieux des quatre châteaux de Worms.
- Ancien pont-levis du château avec tour de surveillance et d'alerte et meurtrières (Menno-Simons-Straße 12) : rénové en 1771 par Daniel et Heinrich Stauffer.
- Maison d'angle située au sud-est des fortifications (Hinterhofstraße 10) : premier gîte des Mennonites qui sont arrivés en 1661
- En 1716, trois granges ont été construites en tant que fortifications par Hans Jacob Forrer, Peter Opmann et Heinrich Naef. L'une des trois granges âgées de 300 ans et d'une grande valeur sur le plan historico-culturel a été aménagée et élargie à des fins commerciales après l'année 2000 à l'extrémité nord-est de la localité, à l'emplacement des anciennes fortifications. On a alors installé 17 lucarnes de deux tailles différentes des deux côtés du toit et les murs extérieurs ont été peints en blanc. Par ignorance d'un côté et manque de conseil spécialisé ou de collaboration entre les autorités de protection des bâtiments et le propriétaire d'un autre côté, un crime culturel a ainsi eu lieu qui restera certainement un outrage culturel.

- La plus ancienne ferme encore existante (Im Fuchseck 3) a été construite par Peter Opmann : la grange en 1716 et la maison en 1717. Elle a abrité jusqu'à la fin de la construction de l'église en 1836 la salle de rassemblement des Mennonites et le forgeron du village jusque dans les années 1950.
- Fortifications avec arcades de maisons : autrefois avec deux portes, deux passages et un portail.
- Maisons et fermes dans l'ancien cœur de la localité (zone des monuments historiques) : vers 1800
- Ancienne distillerie (Menno-Simons-Str. 8) : (l'une des 27 qui existaient vers 1850), construite en 1811 par Abraham Forrer et Elisabeth Bergtold
- fermes à trois/quatre côtés dans la Wormser/Rheindürkheimer Straße : construites vers 1830-50.
- Auberge Rheinischer Hof (Menno-Simons-Str. 19) : construite vers 1848, elle a été vendue en 1907 par Johann Stauffer VI. à la commune
- Maison natale de Bertha Laisé (située aujourd'hui Hammer Straße 2), mariée avec Dr med. Adam Karrillon
- Administration locale et communale, jardin d'enfants, salle d'entraînement du club sportif : avec les armes de Fritz Kehr, construction en 1958/59
- Hall du cimetière avec peinture de la danse des morts de Fritz Kehr, construit en 1973-75, clocher construit en 1999.

### Sport
Le club de sport d'Ibersheim (SCI) fondé en 1953 propose une offre diverse avec ping-pong, football, gym, ju-jitsu, cyclisme et chant. L'association est le vecteur des manifestations  culturelles.

### Manifestations
La kermesse locale (Kirchweih) a lieu à l'Assomption de Marie, le 15 août, ou le week-end suivant. La fête religieuse (jour férié dans les länder et régions catholiques), également appelée Iwerschemer Kerb, est d'importance mondiale. Depuis, l'intégration à la commune, le "Nachkerb" n'est plus fêté car la fête interrégionale du poisson frit de Worms appelée « Backfischfest » fêtée le Sedantag commence ce week-end là. La kermesse marque la fin des moissons et du milieu de l'été.
Jusque pendant la Seconde Guerre mondiale, le troisième jour de Noël (le 27 décembre) était encore le jour des domestiques. C'était le jour du changement de personnel dans le secteur de l'agriculture. À cette époque, les artisans établissaient également leur facture annuelle pour les propriétaires des fermes.